# Consolidated Rail Corporation

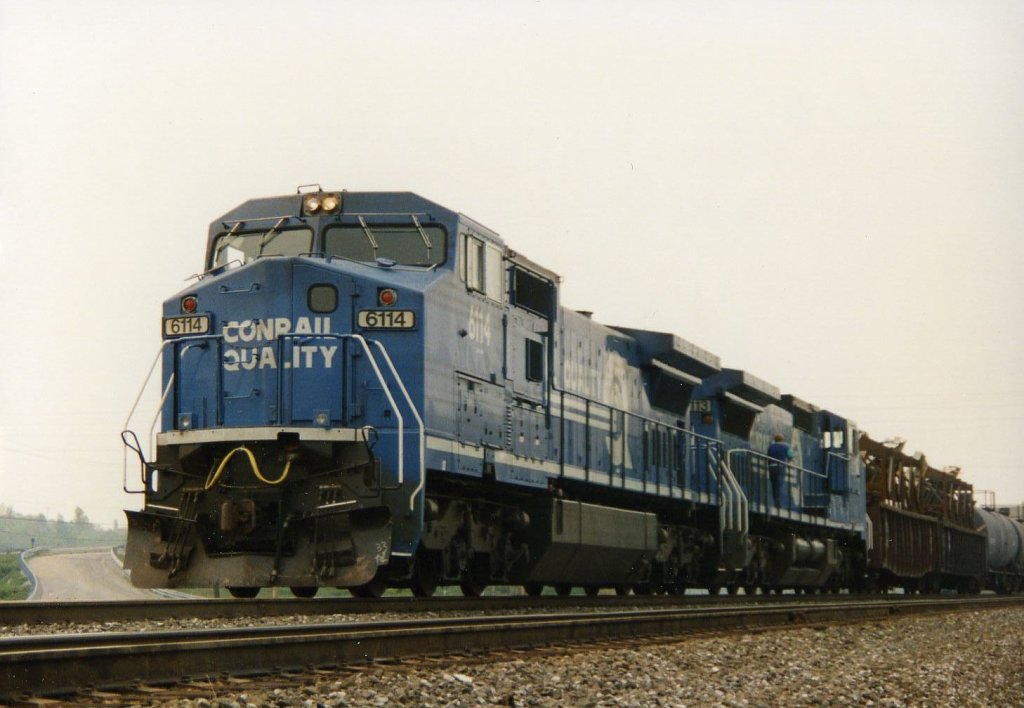
Conrail 6114 Altoona, Pennsylvania, in 1993.

De Consolidated Rail Corporation (reporting mark CR), algemeen bekend onder de naam Conrail, is een voormalige spoorwegmaatschappij die tussen 1976 en 1999 actief was in het noordoosten van de Verenigde Staten.

## Voorgeschiedenis
In de jaren 60 van de 20e eeuw verkeerde de spoorsector in het noordoosten van de Verenigde Staten in grote moeilijkheden. Het reizigers- en goederenvervoer hadden sterk te lijden van de concurrentie van respectievelijk de luchtvaart en vrachtwagens. De reizigersdiensten leverden uiteindelijk verliezen op. De overheid had een sterk regulerende functie en bepaalde ook de goederentarieven, waardoor het moeilijk was om goed te concurreren met de andere vervoersoorten. Een orkaan in 1972 zorgde tevens voor veel schade aan de spoorweginfrastructuur.
In 1968 fuseerden de twee grote spoorbedrijven New York Central en Pennsylvania Railroad tot de Penn Central; in 1969 kwam hier de New York, New Haven and Hartford Railroad bij. Het bedrijf ging echter in 1970 al failliet: verschillende computersystemen, logistieke chaos, wrijving tussen personeel, afspraken met vakbonden, een verwaarloosde infrastructuur en rollend materieel, en een gebrek aan geld om knelpunten op te lossen, maakten het voor Penn Central onmogelijk om een goedlopend bedrijf te worden.
Ook andere spoorwegbedrijven in het noordoosten waren in de problemen gekomen. Eind jaren 60 en begin jaren 70 gingen bedrijven als de Erie Lackawanna Railway, Lehigh Valley Railroad en de Central Railroad of New Jersey failliet.
De overheid besloot in te grijpen om zo te voorkomen dat het spoorvervoer stil kwam te liggen: het stilvallen van het vervoer zou immers grote schade toebrengen aan de economie. In 1973 tekende president Nixon de Regional Rail Reorganisation Act. Met deze Act kwam er geld vrij om de failliete maatschappijen draaiende te houden. Ook werd er een door de overheid gesubsidieerd privaat spoorwegbedrijf – Consolidated Rail Corporation – opgericht dat de failliete maatschappijen zou overnemen. Tevens werd de United States Railroad Administration opgericht voor het ontwerpen van een Final System Plan: de USRA stelde hierin vast welke spoorlijnen overgingen naar Conrail, welke spoorlijnen werden afgestoten aan andere maatschappijen en welke lijnen werden opgeheven.
In 1976 tekende president Ford de Railroad Revitalization and Regulatory Act, waarmee de Final System Plan kon worden uitgevoerd en Conrail van start kon gaan als vervoerder.

## 1976-1980: jaren van wederopbouw
Op 1 april 1976 startte Conrail de activiteiten. Met overheidssubsidies kon het bedrijf investeren in de infrastructuur en rollend materieel en zo een deel van de problemen die het bedrijf had geërfd van zijn voorgangers, oplossen. De verliezen bleven omdat de overheid nog steeds een sterk regulerende rol speelde: de overheid maakte het erg moeilijk om verliesgevende verbindingen te kunnen afstoten en zorgde ervoor dat bedrijven hoge tarieven op winstgevende verbindingen moesten instellen om verliesgevende trajecten in stand te kunnen houden. Hierdoor konden spoorwegbedrijven nauwelijks inspelen op de wensen van de markt en raakten ze vervoer kwijt aan goedkopere vrachtwagenbedrijven, die tevens gebruik konden maken van het door de overheid aangelegde netwerk van interstate highways.

## 1981-1999: winst en privatisering
Belangrijke ontwikkelingen begin jaren 80 zorgden voor verbetering. De Northeast Rail Service Act uit 1981 verbeterde de financiële situatie van Conrail en de Staggers Act van 1980 zorgde voor deregulering van het goederenvervoer per spoor. Deze laatste wet gaf spoorwegbedrijven eindelijk de mogelijkheid om verliesgevende trajecten eenvoudiger af te kunnen stoten en tarieven zelf vast te stellen. Dankzij de Staggers Act konden de Amerikaanse goederenvervoerders per spoor eindelijk de concurrentie aan met de vrachtwagens. In 1981 kreeg L. Stanley Crane de leiding over Conrail. Tussen 1976 en 1986 daalde het aantal werknemers van 90.000 naar zo'n 35.000 en daalde de lengte van het spoornetwerk van 35.000 mijl naar 25.000 mijl.
Conrail heeft tot 1983 ook reizigersdiensten verzorgd. Het langeafstandsvervoer was al sinds 1971 in handen van Amtrak, maar Conrail was nog verantwoordelijk voor het forensenvervoer. Voor het bedrijf was dit een verliesgevend vervoer. Dankzij de Northeast Rail Service Act van 1981 kon Conrail het forensenvervoer op de Northeast Corridor afstoten. In 1983 ging het vervoer inclusief het grootste deel van de bijbehorende infrastructuur over naar regionale overheden, die voortaan met eigen bedrijven (zoals Metro-North Railroad en SEPTA) het forensenvervoer gingen exploiteren. Conrail behield het recht om goederenvervoer over deze trajecten te verzorgen.
In 1981 boekte Conrail zijn eerste winst van US$ 39 miljoen. Dankzij de nieuwe wetgeving en een sterk management werd Conrail een winstgevend bedrijf. Tussen 1983 en 1986 behaalde Conrail een jaarwinst van gemiddeld US$ 420 miljoen. De overheid kon zich nu weer terugtrekken uit Conrail en het bedrijf terugbrengen naar de private sector. Met de Conrail Privatization Act, in 1986 getekend door president Reagan, stond de weg open voor verkoop van de aandelen in Conrail. Op 26 maart 1987 werden de aandelen op de markt gebracht; dit leverde de Amerikaanse schatkist 1,9 miljard dollar op. Conrail was hiermee niet langer een staatsbedrijf.
Medio 1993 werd Conrail, Inc. opgericht met als belangrijke bezit de Consolidated Rail Corporation.
In 1996 behaalde het bedrijf een omzet van US$ 3,7 miljard en behaalde een nettoresultaat van US$ 342 miljoen. Er werkten gemiddelde 21.000 personen, die voor bijna 90% waren aangesloten bij een van de veertien vakbonden. Conrail had toen 10.500 mijl aan spoorlijnen, dit is exclusief werksporen en rails op terminals en dergelijke. Het had de beschikking over 2000 locomotieven en zo'n 46.000 goederenwagons. In de periode 1992 tot en met 1996 behaalde Conrail de volgende resultaten.
| Jaar | Omzet | Bedrijfs- resultaat | Netto- resultaat | Werknemers (× 1000) |
| ---- | ----- | ------------------- | ---------------- | ------------------- |
| 1992 | 3345  | 635                 | 282              | 25.380              |
| 1993 | 3453  | 591                 | 234              | 25.406              |
| 1994 | 3733  | 606                 | 324              | 24.833              |
| 1995 | 3686  | 456                 | 264              | 23.510              |
| 1996 | 3714  | 601                 | 342              | 21.280              |

## Opsplitsing
Vanaf 1996 probeerden de spoorwegbedrijven CSX en Norfolk Southern (NS) allebei tevergeefs om Conrail over te nemen. Er was een biedingsstrijd ontstaan, maar uiteindelijk stelden CSX en NS in 1997 een gezamenlijk plan op waarin ze overeenkwamen om Conrail te verdelen. In 1998 ging de Surface Transportation Board - een overheidsorgaan dat onder andere toestemming moet geven voor fusies en overnames in de spoorsector – akkoord met het voorstel. NS kreeg in datzelfde jaar 58% van de aandelen Conrail in handen (hetgeen overeenkwam met 6000 mijl aan spoorweg) en CSX 42% (3600 mijl). Het in tweeën gesplitste spoorwegnetwerk van Conrail werd ondergebracht in twee ondernemingen: New York Central Lines en Pennsylvania Lines, die via een leaseconstructie in handen kwamen van CSX respectievelijk NS. Zoals de namen van beide ondernemingen al aangeven, bestond het lijnennet van New York Central Lines voornamelijk uit trajecten van de oude New York Central (NYC) en het lijnennet van Pennsylvania Lines uit trajecten van de oude Pennsylvania Railroad (PRR). De reporting marks NYC en PRR – die via Penn Central in handen waren gekomen van Conrail - gingen hiermee ook over op CSX respectievelijk NS.
Op 1 juni 1999 namen CSX en NS de exploitatie van Conrail over.

### Conrail Shared Assets
Als tegemoetkoming aan de wensen van de overheid om in een aantal plaatsen de concurrentie te bevorderen en logistieke problemen te voorkomen, werd Conrail Shared Assets Operations opgericht. Dit bedrijf is in handen van CSX en NS en verzorgt voor deze bedrijven rangeerwerk en spoorvervoer van en naar klanten in Northern New Jersey, Southern New Jersey/Philadelphia en Detroit. Tevens zijn ze verantwoordelijk voor het onderhoud aan de railinfra in deze gebieden. Via Conrail Shared Assets kunnen CSX en NS alle klanten in deze regio’s bedienen.